# Wysiedlenie Polaków z Kresów Wschodnich w latach 1955–1959
Wysiedlenie Polaków z Kresów Wschodnich w latach 1955–1959 (na ziemie Polskiej Rzeczypospolitej Ludowej) – kolejna fala przesiedleń ludności polskiej ze wschodnich terenów II Rzeczypospolitej utraconych na rzecz ZSRR w wyniku „Porozumienia między PKWN a rządem ZSRR o polsko-radzieckiej granicy” z 27 lipca 1944 roku, którego postanowienia zostały potwierdzone na konferencji jałtańskiej (1945), ustalającej m.in. przebieg granicy polsko-radzieckiej.
W latach wcześniejszych miały miejsce trzy duże fale przesiedleń Polaków z Kresów Wschodnich:
- 1935–1938; podczas likwidacji polskich regionów autonomicznych: Marchlewszczyzny i Dzierżowszczyzny, oraz w okresie operacji polskiej NKWD,
- 1940–1941; podczas czterech wielkich akcji deportacyjnych Polaków z Kresów (sowieckie deportacje 1939–1941),
- 1944–1946; wysiedlenie Polaków z Kresów Wschodnich w latach 1944–1946.

## Położenie ludności polskiej w ZSRR w okresie poprzedzającym falę kolejnego masowego wysiedlenia
W latach 1947–1955 pozostała na terytorium ZSRR ludność polska, której liczebność można szacować od kilkuset tysięcy do miliona osób, znalazła się w położeniu niezwykle ciężkim i trudnym. Pozbawieni własnej inteligencji (która w zdecydowanej większości zmuszona została do wyjazdu w nowe granice Polski) Polacy musieli stawić czoła krwawym konfliktom, jakie rozlewały się wówczas po zachodnich rubieżach ZSRR. W latach 1945–1956 w Litewskiej SRR trwała walka pomiędzy komunistami a niepodległościowym podziemiem litewskim i polskim, której ofiarami padło od kilkudziesięciu do kilkuset tysięcy osób – uśmierconych w walkach lub wywiezionych na Syberię.
W Białoruskiej SRR pomiędzy Grodnem a Nowogródkiem działały do początku lat 50. polskie oddziały partyzanckie wywodzące się z Armii Krajowej. Były to zgrupowania związane z takimi strukturami jak Samoobrona Wołkowyska, Samoobrona Nowogródzka oraz Obwód AK 49/67 w rejonie Szczuczyna i Lidy. Walka z nimi powodowała zaostrzanie się sowieckiego terroru wobec zamieszkujących tam osób narodowości polskiej.
Na wymienione wyżej konflikty nałożyła się polityka Stalina, który w latach 1948–1952 przystąpił do forsowania planu masowej kolektywizacji rolnictwa, co musiało uderzyć w rodziny chłopskie, w tym także polskie. Dlatego też w okresie kolektywizacji wywieziono na Syberię całe wsie polskie z Wileńszczyzny, Grodzieńszczyzny i Tarnopolszczyzny i innych regionów oraz licznych Polaków pozostających jeszcze we Lwowie. Po śmierci Stalina w 1953 roku terror radziecki nieco zelżał i pozwolono deportowanym na powrót do swoich dawnych miejsc zamieszkania.
Zmieniły się również wytyczne Kremla w stosunku do ludności polskiej na Wileńszczyźnie. Władze radzieckie starały się po zgnieceniu litewskiego oporu znaleźć w Litewskiej SRR przeciwwagę dla ludności litewskiej. Rolę tę miała pełnić ludność polska. Dlatego w 1953 roku zezwolono na zorganizowanie w tej republice ZSRR polskiego szkolnictwa podstawowego i średniego. Oddano do polskiej dyspozycji jedną wyższą uczelnię – Państwowy Wileński Instytut Pedagogiczny. Polacy uzyskali możliwość zakładania własnych ludowych zespołów pieśni i tańca oraz amatorskiego teatru ludowego. Otrzymali również jedną gazetę „Czerwony Sztandar” i prawo do krótkich audycji radiowych. Wszystkie te posunięcia miały służyć Kremlowi do wygrywania antagonizmów polsko–litewskich dla własnych korzyści, ale trzeba zaznaczyć, iż stworzono warunki do odrodzenia się polskiej inteligencji i kultury polskiej na Wileńszczyźnie. Były to warunki, jak na republiki ZSRR, wyjątkowe, o jakich nie mogliby pomarzyć Polacy w Białoruskiej czy Ukraińskiej SRR, a nawet na samej Litwie poza Wileńszczyzną. Na odrodzenie się polskiej warstwy inteligenckiej należało jednakże poczekać przynajmniej 20 lat.

## Druga fala wysiedleń ludności polskiej z Kresów Wschodnich 1955–1959
W roku 1955 w okresie „odwilży” po śmierci Stalina nowa ekipa rządząca ZSRR zainspirowała kampanię powrotu więźniów politycznych przetrzymywanych w łagrach do ich krajów macierzystych. Wstępem do akcji uwalniania więźniów była zawarta w 1955 roku umowa między Chruszczowem a Adenauerem o powrocie z ZSRR niemieckich jeńców wojennych. Ponieważ akcja objęła również przetrzymywanych Polaków, to już w końcu 1955 roku w granicach Polski znalazło się kilka tysięcy ludzi. Komunistycznemu rządowi polskiemu chodziło jednakże nie tylko o więźniów, ale i o ludność zamieszkałą na dawnych Kresach Wschodnich II RP, która nie została stamtąd przesiedlona w latach 1944–1946. W celu wyjednania u władz sowieckich zgody na ich przesiedlenie, do Moskwy udali się 15 listopada 1956 roku Władysław Gomułka oraz Józef Cyrankiewicz. Ich działania (do końca 1956 roku) doprowadziły do sprowadzenia w granice Polski następnej grupy 29 tysięcy Polaków. Ostateczne „porozumienie repatriacyjne” zawarli 25 marca 1957 roku ministrowie spraw wewnętrznych Władysław Wicha i Nikołaj Dudorow. Przewidywało ono przesiedlenie wszystkich osób, które przed 17 września 1939 posiadały obywatelstwo polskie oraz ich współmałżonków i dzieci. Posiadanie takiego obywatelstwa należało jednak udowodnić, co spadało na stronę polską. Mimo że porozumienie przygotowano od strony formalnej całkiem dobrze, to jednak akcja przesiedleńcza nie przebiegała sprawnie. Brakowało dokumentów – często zniszczonych w okresie stalinowskim, które miały udowodnić posiadanie polskiego obywatelstwa. Bardzo trudno było dotrzeć do rozrzuconej na kresach oraz w całym ZSRR ludności polskiej i poinformować ją o możliwości wyjazdu. Sprawę sabotował też „nadzwyczajny pełnomocnik rządu do spraw repatriacji” Stefan Kalinowski, który jako stalinowski prokurator sam przyczyniał się wcześniej do wywożenia ludzi na wschód.
Pomimo wynikłych problemów z roku na rok wzrastała liczba przesiedlonych:
- w roku 1955 przesiedlono 6429 osób,
- w roku 1956 – 30 787 osób,
- w roku 1957 – 93 872 osoby,
- w roku 1958 – 85 865 osób,
- w ostatnim roku przesiedleń 1959 – 32 292 osoby.

W sumie w latach 1955–1959 przesiedlono łącznie 245 501 osób. Zaledwie 22 260 osób pochodziło z łagrów i miejsc osiedlenia w głębi ZSRR. Reszta pochodziła z Kresów Wschodnich.
Z Litewskiej SRR, a głównie Wileńszczyzny wyjechały 46 552 osoby, z Białoruskiej SRR (dawne ziemie grodzieńska i nowogródzka) 100 630 osób, z Ukraińskiej SRR 76 059 osób.
Przesiedleńców kierowano głównie na ziemie zachodnie (np. na ziemię lubuską) i zatrudniano w Państwowych Gospodarstwach Rolnych.
Po wysiedleniach na obszarze Ukraińskiej SRR zamieszkiwało nadal ok. 360 tys. Polaków (głównie w okolicach Żytomierza, Berdyczowa, Płoskirowa). Warto zauważyć, że w tym samym roku (1959) sowiecki spis zanotował we Lwowie 59,1 tysiąca Polaków. Ta znaczna jeszcze liczba osób narodowości polskiej (mimo represji i kilkakrotnych wysiedleń Polaków z tego miasta) była efektem napływu ludności polskiej z prowincji, jak i powrotu wielu zesłańców. W Białoruskiej SRR żyło ok. 540 tys., a w Litewskiej SRR ok. 230 tys. Polaków (głównie na Wileńszczyźnie i Grodzieńszczyźnie).
W czasie drugiej fali wysiedleń do PRL przybyło wiele znanych osobistości, m.in. Czesław Juliusz Wydrzycki znany potem jako Czesław Niemen, Lew Rywin, Bolesław Gleichgewicht, Władysław Kozakiewicz czy Aleksander Jurewicz.
Od roku 1958 po okresie w miarę harmonijnej współpracy z „instytucjami repatriacyjnymi” PRL władze sowieckie, zwłaszcza Białoruskiej SRR, zaczęły hamować proces migracji ludności polskiej na zachód wywierając presję psychologiczną na chętnych do wyjazdów i poprzez jej zastraszanie zniechęcały do tego. Powtórzyła się sytuacja poprzedniej fali wysiedleń z lat 1944–1946.

## Zestawienie liczby wysiedlonych z dawnych Kresów Wschodnich w latach 1955–1959
| Lp. | Republika ZSRR | Liczba wysiedlonych do PRL |
| --- | -------------- | -------------------------- |
| 1   | Ukraińska SRR  | 76 059                     |
| 2   | Białoruska SRR | 100 630                    |
| 3   | Litewska SRR   | 46 552                     |
|     | RAZEM          | 223 241                    |

## Wileńszczyzna po wysiedleniach
W roku 1960 nastąpił kolejny zwrot w polityce władz ZSRR wobec polskiej ludności na Wileńszczyźnie. Została ona poddana silnej presji rusyfikacyjnej oraz sowietyzacji. Zmiana sytuacji geopolitycznej u schyłku lat osiemdziesiątych XX wieku spowodowała kres rusyfikacji i sowietyzacji Polaków, ale zapoczątkowała również wzmożenie na nich procesów lituanizacji. W roku 1988 wprowadzono bowiem nakaz nauki języka litewskiego na terenach z przewagą ludności polskiej.